# Joanna Woś
Joanna Woś (ur. w Kielcach) – polska śpiewaczka (sopran koloraturowy) specjalizująca się w partiach operowych okresu włoskiego belcanta.

## Życiorys
Absolwentka Akademii Muzycznej w Łodzi  w klasie prof. Jadwigi Pietraszkiewicz. Uczestniczka i laureatka najważniejszych konkursów wokalnych w Polsce i Europie. Wielokrotna laureatka nagród krytyków muzycznych. W 1986 otrzymała nagrodę (Basque Prize) na Międzynarodowym Konkursie Wokalnym w Bilbao. W tym samym roku została zaangażowana jako solistka do Teatru Wielkiego w Łodzi po debiucie na jego scenie tytułową partią w Łucji z Lammermoor Gaetana Donizettiego.
Współpracuje z Operą Narodową, Operą Krakowską, Teatrem Wielkim w Poznaniu, Operą Bałtycką, Filharmonią Narodową i Filharmonią Krakowską. Występowała m.in. w Alte Oper Frankfurt, Deutsche Oper Berlin, Auditorium w Rzymie, Centrum Galiny Wiszniewskiej w Moskwie, Operze Narodowej w Wilnie, Operze Narodowej w Zagrzebiu, Nowosybirskim Teatrze Opery i Baletu oraz innych scenach operowych i salach koncertowych na całym świecie.
W 2008 nagrała recital arii z 18 oper księcia Józefa Michała Poniatowskiego. W kwietniu 2010 roku wykonała III symfonię Henryka M. Góreckiego z Londyńską Orkiestrą Symfoniczną w Royal Festival Hall w Londynie. W kwietniu 2013 Teatr Wielki w Łodzi wystawił pierwszy raz – specjalnie dla niej – operę G. Donizettiego Anna Bolena. W kwietniu 2016 wystąpiła w premierowym monodramie La voix humaine Francisa Poulenca w Teatrze Wielkim-Operze Narodowej w Warszawie. W 2018 wystąpiła w roli głównej w polskiej prapremierze opery Tramwaj zwany pożądaniem w Teatrze Wielkim w Łodzi.
W 2017 roku została honorową obywatelką Łodzi.

### Życie prywatne
Ma córkę, która zawodowo zajmuje się PR i reklamą oraz pisarstwem.

## Role z repertuaru Joanny Woś
Opery
- Czarodziejski flet jako Królowa Nocy
- Łucja z Lammermoor jako Łucja
- Rigoletto jako Gilda
- Maria Stuarda jako Maria Stuarda
- Traviata jako Violetta
- Don Giovanni jako Donna Anna
- Purytanie jako Elwira
- Don Pasquale jako Norina
- Cyrulik Sewilski jako Rozyna
- Lukrecja Borgia jako Lukrecja Borgia
- Anna Bolena jako Anna Bolena
- Orfeusz i Eurydyka jako Eurydyka
- Jaskółka jako Magda
- Così fan tutte jako Fiordiligi
- Opowieści Hoffmanna jako Olimpia
- Bal Maskowy jako Oskar
- Wesele Figara jako Hrabina
- Falstaff jako Nannetta
- Capuleti i Montecchi jako Julia
- Złoty kogucik jako Szemachańska Królowa
- Straszny dwór jako Hanna
- Napój miłosny jako Adina
- Życie z idiotą jako żona
- Cyganeria jako Musetta
- La voix humaine jako Ona
- Tramwaj zwany pożądaniem(inne języki) jako Blanche DuBois
- Norma (opera) jako Norma

Repertuar koncertowy
- Stabat Mater – K. Szymanowski; G. Rossini; G. Pergolesi
- Msza Cecyliańska – Ch. Gounod
- Requiem – G. Fauré; G. Rossini
- Exsultate, jubilate – W. Mozart
- Carmina Burana – C. Orff

## Dyskografia
- 2016: Opera Arias. Poniatowski, NOSPR (CD)
- 2016: Joanna Woś śpiewa/sings, AUKSO (CD)
- 2016: Wsłuchani we Wszechświat, Orkiestra Symfoniczna Filharmonii Śląskiej (CD)